# 塔峰镇
塔峰镇，是中华人民共和国湖南省永州市蓝山县下辖的一个乡镇级行政单位。2015年11月18日，撤销竹管寺镇、塔峰镇2个建制镇，设立新的塔峰镇。

## 行政区划
塔峰镇下辖以下地区：
辅仁社区、南门社区、三蓝社区、舜峰社区、龙泉社区、南平社区、东村、塔峰村、西南村、西外村、东北村、新民村、果木村、三里村、和平村、两江村、东侧村、社门村、古城村、城复村、洪田村、五里村、牛承村、龙泉村、山湾村、竹源村、东江村、糯江村、花果村、西埠头村、早禾村、源头村、高阳村、中洞村、福镇村、宝岗村、岭脚村、半洞村、富阳村、排田村、箭岭村、水口村和曙光村。